# Perasia inficita
Perasia inficita là một loài bướm đêm trong họ Noctuidae.